# Жидкова Аліна Володимирівна
Аліна Володимирівна Жидкова (рос. Алина Владимировна Жидкова; нар. 18 січня 1977)  — колишня професійна російська тенісистка.
Найвищу одиночну позицію рейтингу WTA — 51 місце досягнула 7 березня 2005, парну — 50 місце — 4 серпня 2003 року.
Завершила кар'єру 2010 року.